# Podul peste Prahova de la Bobolia
Podul de la Bobolia este un pod peste râul Prahova situat la kilometrul feroviar 89+140 al Magistralei CFR 300, în apropiere de satul Bobolia. Inaugurat în anul 1908 (după alte surse în 1909), podul este traversat de cele două fire de circulație ale căii ferate Ploiești–Brașov.

## Istoric

### Context
Odată cu apariția și răspândirea căilor ferate în Regatul României s-a ivit problema realizării unei legături feroviare între acesta și Austro-Ungaria, peste Munții Carpați. Pe 19 mai 1874 a fost semnată „Convențiunea pentru joncțiunile liniilor ferate române cu cele austro-ungare”, care a fost promulgată prin lege pe 22 iulie și publicată în Monitorul Oficial pe 3 august 1874. Pe baza acestei legi, Adunarea Legiuitoare a dezbătut un proiect de concesiune pentru linia Ploiești–Predeal înaintat de guvern, iar legea privind acordarea concesiunii către compania britanică G.B. Crawley a fost adoptată de Senat pe 28 iunie 1875. Compania a început execuția și a dat în exploatare, pe 2 septembrie 1876, primii 13 kilometri, între Ploiești și Buda. În urma dificultăților de finanțare, a unor neînțelegeri tehnico-financiare și a avansului nesatisfăcător realizat de concesionar, guvernul român i-a retras concesiunea la finele anului 1877.
Ulterior, concesiunea a fost preluată de compania franceză a lui Léon Guilloux, care a dovedit zel și eficiență în reluarea lucrărilor, iar pe 10 iunie 1879 au fost inaugurate tronsoanele de cale ferată Ploiești–Câmpina, respectiv Sinaia–Predeal, lucrările urmând să mai continue o vreme între Câmpina și Sinaia, cel mai dificil sector. În cadrul tronsonului Câmpina–Ploiești a fost dat în folosință un pod cu suprastructură metalică de tip grinzi cu zăbrele, traversând râul Prahova și având gabarit pentru cale ferată simplă, neelectrificată.

### Construcție și exploatare

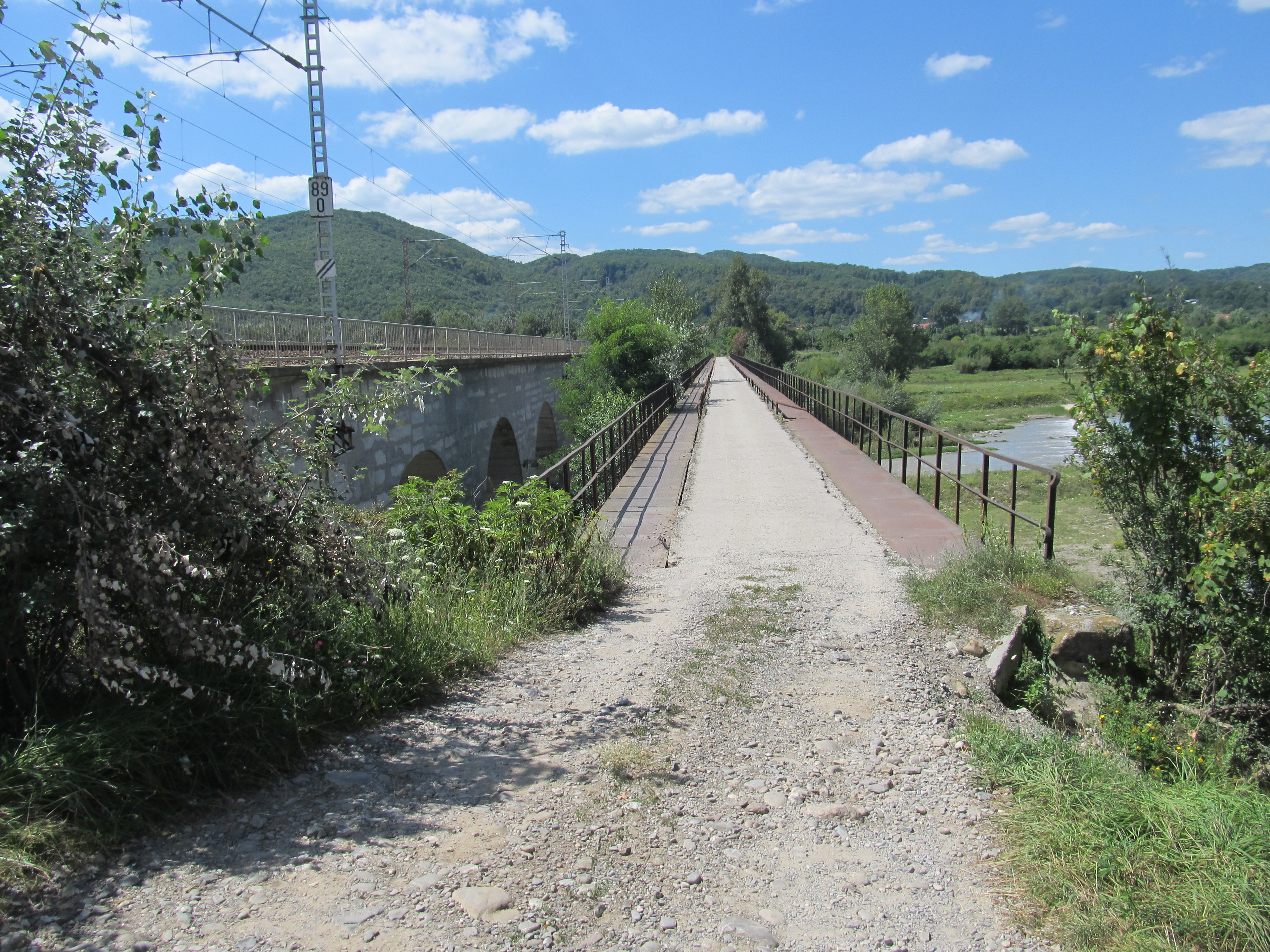
Primul pod feroviar de la Bobolia (dreapta) și actualul pod (stânga).

Între anii 1891 și 1912 s-a realizat dublarea căii ferate între București și Câmpina, iar vechiul pod, construit pentru un singur fir de circulație, a trebuit abandonat. Alături de el, la aproximativ 25 de metri distanță, a fost construit un pod nou cu 20 de bolți din beton armat, având o lungime totală de 281,60 m și o lățime de 10,80 m care să permită montarea a două fire de circulație. Cele 18 deschideri centrale au dimensiuni egale, 14,50 m fiecare, în timp ce cele două deschideri din apropierea culeelor măsoară 8,75 m fiecare. Culeele sunt construite pe fundații directe, iar racordarea lor cu terasamentele se face prin sferturi de con protejate cu peree din zidărie de piatră. Podul a fost terminat în anul 1908.
Podul vechi din grinzi cu zăbrele nu a fost demolat ci transformat într-unul rutier, amenajat pe drumul comunal DC116.
Împreună cu alte poduri de pe Valea Prahovei, noul pod a fost distrus în timpul luptelor din Primul Război Mondial și reconstruit în 1920. În 1959 s-a decis electrificarea căii ferate București–Brașov, iar lucrările au început în 1961, dinspre Brașov spre București. Ultima secțiune electrificată, Câmpina–București, a fost inaugurată pe 16 februarie 1969. La data electrificării, stâlpii de susținere a firului de contact montați pe podul de la Bobolia erau din beton armat.
În 1987, secția Linii 5–Câmpina a constatat apariția unor fisuri la nivelul bolților podului, iar fișa podului din anul 2000 menționa extinderea degradărilor și la nivelul timpanelor laterale.
Între 2001 și 2004, pe întreaga lungime de 92 km s-a derulat un proiect de modernizare a căii ferate finanțat de Banca Europeană de Investiții și intitulat „Reabilitarea liniei CF București–Câmpina pentru viteza de 160 km/h – Componentă a Coridorului IV Paneuropean”. Printre altele, antreprenorul principal, consorțiul Swietelsky – Wiebe – CCCF, a executat lucrări de refacere a terasamentelor, montare de șină tip 60 pe traverse de beton, înlocuire a stâlpilor de susținere și a firelor de contact. Pe podul de la Bobolia, precum pe toată lungimea liniei, stâlpii de susținere din beton au fost înlocuiți cu stâlpi metalici. 

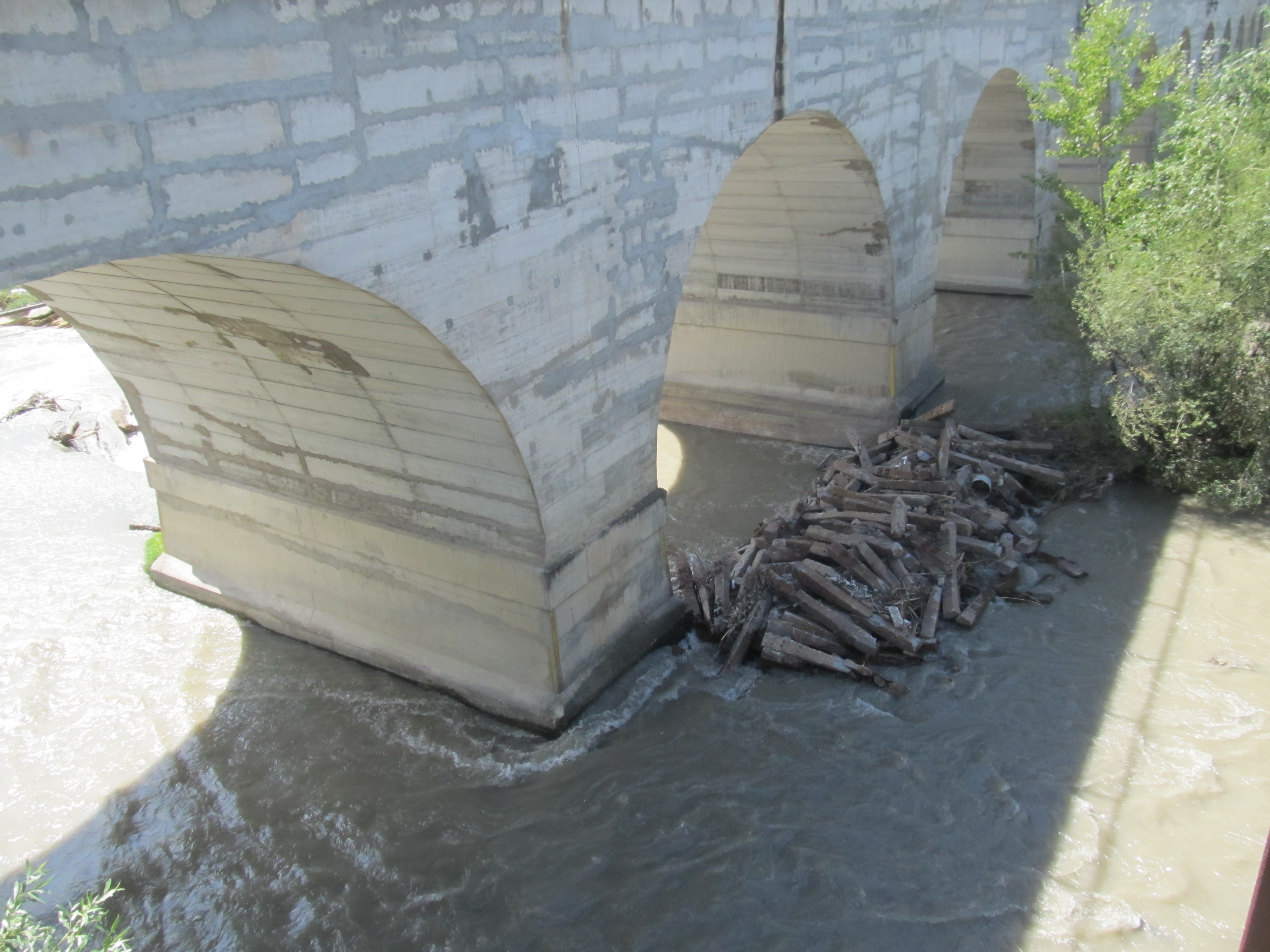
Traverse din beton depozitate temporar pentru a proteja fundațiile pilelor P7 și P8 în timpul viiturilor din iulie 2018 de pe râul Prahova.

La pod s-au executat și unele lucrări de reparații între anii 2002 și 2004, însă comisia constituită în 2004 pentru recepție a constatat degradări grave și a solicitat realizarea unei expertize tehnice. În 2005, echipa care a realizat expertiza a înaintat un raport care detalia mai multe măsuri de remediere a degradărilor, iar o parte din ele au fost executate în anii următori, lucru menționat pe 7 martie 2008, în fișa podului.
Pe 20 mai 2017, în urma constatării pe teren a fisurilor în beton și segregărilor, a petelor de umezeală, infiltrărilor de apă și depunerilor de săruri pe cămășuială, a hidroizolației degradate, colmatărilor unor barbacane, afluirilor locale la fundațiile pilelor P6, P7 și P8, precum și a altor degradări, podul de la Bobolia a fost declarat element periculos de gradul I. Pe 12 septembrie 2017, CFR a lansat invitația de participare la licitația „Expertiză și întocmire DALI pentru „Reparație capitală pod CF km 89+140, linia 300 București – Predeal” ”, câștigată de firma SC Pod Proiect SRL din Iași. Anunțul de atribuire a fost publicat pe 27 noiembrie 2017.
În luna iulie 2018, în urma unor ploi abundente pe durata mai multor zile, viiturile de pe râul Prahova au rupt pragul de fund din beton între pilele P7 și P8, punând în pericol fundațiile acestora și stabilitatea întregii structuri.
Pe 24 iulie 2018, conducerea primăriei Poiana Câmpina, reprezentați ai secției Linii 5–Câmpina și ai Regionalei CFR București au întocmit pe teren un „proces-verbal de calamitate”, în care se menționa ruperea pragului de fund între pilele P7 și P8, fundația pilei P7 fiind cea mai afectată, și coborârea talvegului până la o cotă foarte periculoasă. Semnatarii procesului-verbal au subliniat că este necesară realizarea rapidă a unor lucrări de refacere a pragului de fund și a radierului general între pilele P6, P7 și P8. Până la începerea acestor lucrări, s-a decis ca secția CFR Câmpina să efectueze de urgență lucrări provizorii de punere în siguranță prin descărcarea în albia Prahovei, între deschiderile 7 și 8, în amonte și în aval, a minim 1500 de traverse feroviare din beton necorespunzătoare sau scoase din uz, care să acționeze ca un obstacol în calea curgerii cu viteză a apei. Lucrările au durat circa trei săptămâni, iar traversele au fost aruncate de pe pod cu ajutorul unui excavator feroviar circulând pe șine. Pe 21 august 2018, Ministerul Transporturilor a emis autorizația de construire nr.84 pentru aceste măsuri de urgență.
Pe termen mediu, compania Baicons Impex a întocmit proiectul tehnic și detaliile de execuție ale lucrării „Punere în siguranță prag de fund pod km 89+140 linia 300 București – Predeal, pentru evitarea degradării podului (proiectare+execuție)”. Solicitarea pentru emiterea acordului de mediu pentru acest proiect a fost depusă la Agenția Națională pentru Protecția Mediului, sucursala Agenția Prahova (APM Prahova), pe 25 septembrie 2018. Lucrările au fost atribuite companiei Wiebe România, termenul de execuție fiind de 90 de zile.
Suplimentar, la solicitarea CN CFR SA, Consiliul Județean Prahova a emis Certificatul de Urbanism nr.141 din 6 decembrie 2018 pentru proiectul „Punere în siguranță pod C.F. km 89+140 linia 300 București Nord – Predeal, Consolidarea pilelor 6, 7 și 8”. Autorizația de construire nr.136 pentru această lucrare a fost emisă de Ministerul Transporturilor pe 18 decembrie 2018. Documentația de mediu a fost depusă la APM Prahova pe 24 iunie 2019. Pe 3 august 2019, APM Prahova a decis că proiectul „nu se supune evaluării impactului asupra mediului, nu se supune evaluării adecvate și nu se supune evaluării impactului asupra corpurilor de apă”.
Lucrările de reparații propuse de acest proiect se bazează pe raportul de expertiză tehnică întocmit de către expertul tehnic Stelian Popescu, în ianuarie 2019. Acesta recomanda executarea de urgență a unor injecții cu noroi autoîntăritor la baza pilelor pentru consolidarea și cvasi‐impermeabilizarea terenurilor de fundare, lucrări de reparații în albia minoră a râului Prahova, cum ar fi refacerea pragului de fund cu gabioane și ridicarea talvegului în deschiderile cuprinse între pilele P6, P7 și P8. Valoarea totală a investiției a fost estimată la 5.889.265,97 lei, inclusiv TVA.

## Caracteristici geometrice

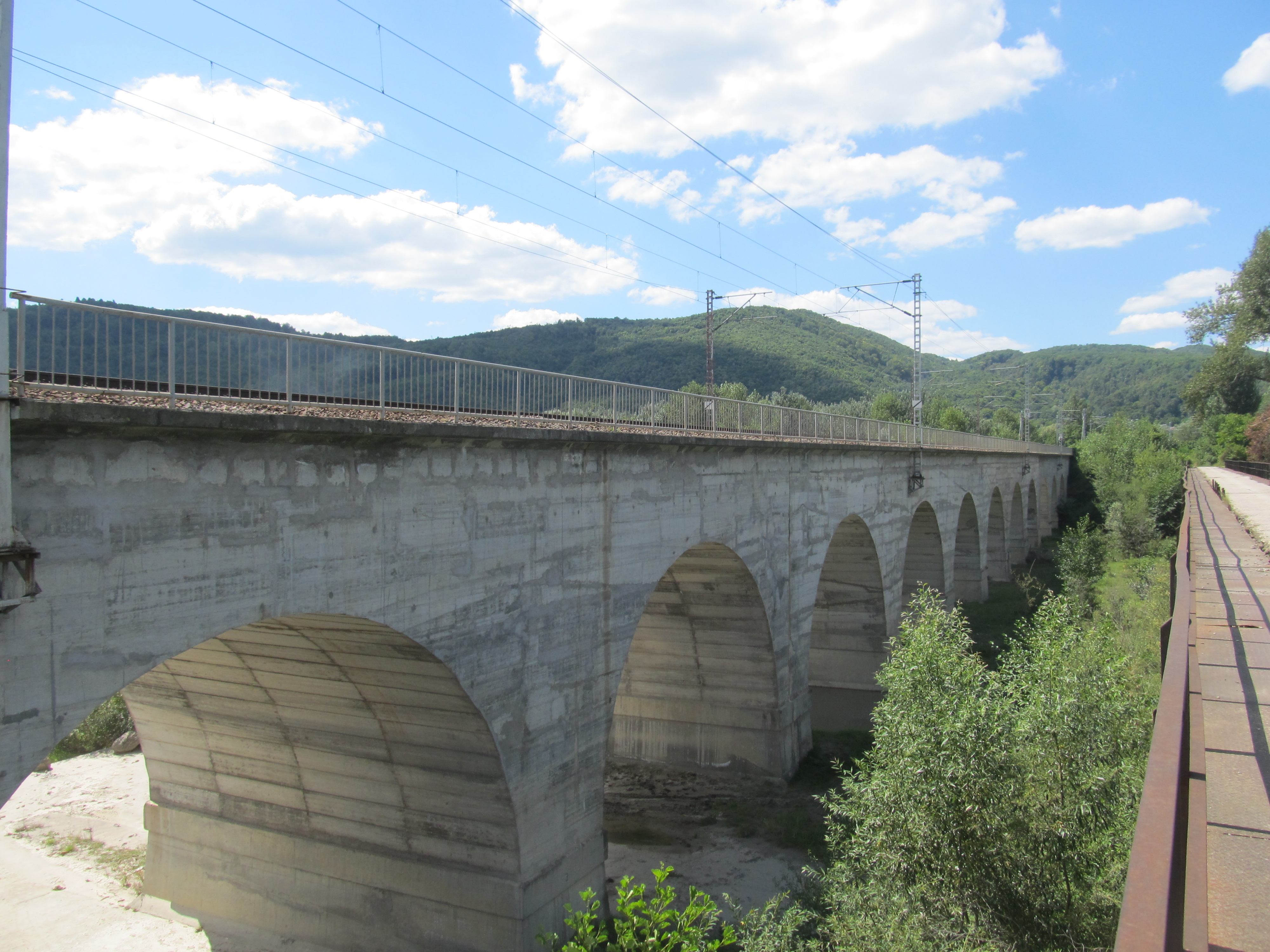
Podul de la Bobolia, vedere către Câmpina.

Podul prezintă următoarele caracteristici geometrice principale:
| Date tehnice                                        | Date tehnice                                                | Date tehnice |
| Parametru                                           | Valoare                                                     |              |
| --------------------------------------------------- | ----------------------------------------------------------- | ------------ |
| Deschideri                                          | 20                                                          |              |
| Lungimea deschiderilor                              | 18 x 14,50 m + 2 x 8,75 m                                   |              |
| Lungime totală                                      | 1,55 m + 8,75 m + 18 x 14,50 m + 8,75 m + 1,55 m = 281,60 m |              |
| Lumină                                              | 275,60 m                                                    |              |
| Lățime                                              | 10,80 m                                                     |              |
| Înălțime liberă între intradosul bolților și radier | 8,00 m                                                      |              |